# Forte Sangallo
El Forte Sangallo es una fortaleza en la histórica Ciudad de Nettuno en el sur de Roma. 
Forte Sangallo es un destino turístico popular. Muy bien conservada, la fortaleza está ubicada en las murallas medievales de la ciudad de Nettuno. 

## Historia
Fue construida en 1501 por el papa Alejandro VI y por su hijo César Borgia. El proyecto se atribuye al arquitecto renacentista Antonio da Sangallo el Viejo, un especialista en fortificaciones de guerra. Un puente levadizo da acceso al patio interior adornado por una galería de arcos. 
La misión de Forte Sangallo fue de defensa de la ciudad de un posible ataque por mar: Nettuno era considerada como el "granero del Lacio".
Después de la familia Borgia, durante los siglos, Forte Sangallo pasó a la familia Colonna, después a la Cámara Apostólica y, desde el siglo XIX, a la familia Borghese. En 1931, la fortaleza perteneció al barón Fassini. Forte Sangallo hoy pertenece al ayuntamiento de Nettuno. En sus salas históricas, la fortaleza acoge el Museo del desembarco aliado. 
En Forte Sangallo el Municipio de Nettuno organiza conferencias y exposiciones de arte contemporáneo.